# Ophiomusium testudo
Ophiomusium testudo is een slangster uit de familie Ophiolepididae.
De wetenschappelijke naam van de soort werd in 1875 gepubliceerd door Theodore Lyman.